# جويل جوان
جويل جوان (بالإسبانية: Joel Joan)‏ هو كاتب سيناريو ومخرج وممثل إسباني، ولد في 2 نوفمبر 1970 ببرشلونة في إسبانيا.

## وصلات خارجية
- جويل جوان على موقع IMDb (الإنجليزية)
- جويل جوان على موقع ألو سيني (الفرنسية)
- جويل جوان على موقع ميوزك برينز (الإنجليزية)
- جويل جوان على موقع تيرنر كلاسيك موفيز (الإنجليزية)
- جويل جوان على موقع أول موفي (الإنجليزية)
- جويل جوان على موقع قاعدة بيانات الأفلام السويدية (السويدية)
- جويل جوان على موقع قاعدة بيانات الفيلم (الإنجليزية)
- جويل جوان على موقع كينوبويسك (الروسية)